# Schuurmansia elegans
Schuurmansia elegans är en tvåhjärtbladig växtart som beskrevs av Carl Ludwig von Blume. Schuurmansia elegans ingår i släktet Schuurmansia och familjen Ochnaceae. Inga underarter finns listade i Catalogue of Life.